# Zwodniczy punkt
Zwodniczy punkt – powieść autorstwa Dana Browna, zaliczana do gatunku thriller.

## Fabuła
Rachel Sexton, „atrakcyjna kobieta, około trzydziestu pięciu lat” jest analitykiem w amerykańskim Narodowym Biurze Rozpoznania (National Reconnaissance Office). Jej ojciec, Sedgewick Sexton, jest senatorem ubiegającym się o urząd prezydenta USA w nadchodzących wyborach. Pomimo iż cieszy się dużo wyższym poparciem społecznym niż urzędujący prezydent Zachary Herney, jego córka ma o nim negatywne zdanie i nazywa go „srebrnowłosym i złotoustym zwierzęciem politycznym o gumowej twarzy doktora z telenoweli”.
Satelita NASA odkrywa ogromny meteoryt ze skamielinami świadczącymi o życiu pozaziemskim. Biały Dom postanawia gruntownie zbadać i potwierdzić autentyczność meteorytu, wysyła więc grupę niezależnych naukowców oraz Rachel Sexton na miejsce jego odnalezienia. Prezydent Herney chce wykorzystać sukces NASA do odzyskania popularności wśród społeczeństwa, co zbliżyłoby go do reelekcji. Chce wykorzystać córkę swojego rywala politycznego do zyskania zaufania wśród swoich pracowników.
Prezydent Herney w specjalnym oświadczeniu telewizyjnym ogłasza światu przełomowe znalezisko, co sprawia, że zyskuje dużą przewagę w sondażach prezydenckich nad senatorem Sextonem. W tym samym czasie grupa naukowców wraz z Rachel Sexton odkrywa mistyfikację i zaczyna podejrzewać, że meteoryt nie jest prawdziwy. Nie mogą jednak ujawnić tej informacji, gdyż zostają zaatakowani przez komandosów z jednostki specjalnej. Rachel Sexton i reszta naukowców usiłują ostrzec prezydenta i ustalić kto stoi za całym przedsięwzięciem.